# Robert Goble
Robert Goble (1903-1991) est un facteur de clavecins anglais.
Né à Haslemere, disciple d'Arnold Dolmetsch, il se lance vers la fin des années 1930 dans la fabrication de clavecins et devient l'un des premiers et plus connus des facteurs en Angleterre.
L'atelier qu'il a fondé (Robert Goble & Son) existe toujours en 2010. Depuis les années 1970, la maison Goble a abandonné la production de clavecins « modernes » pour construire des copies d'anciens.

## Sources
- (en) Wolfgang Zuckermann, The modern harpsichord : Twentieth century instruments and their makers, New York, October House, 1969, 255 p. (ISBN 0-8079-0165-2)
- (en) John Paul, Modern Harpsichord Makers : Portraits of nineteen British craftsmen & their work, Londres, Victor Gollancz Ltd, 1981, 280 p. (ISBN 0-575-02985-4)
- (en) Edward L. Kottick, A history of the harpsichord, Bloomington, Indiana University Press, 2003, 1re éd., 557 p. (ISBN 0-253-34166-3, lire en ligne)